# UFC Fight Night: Ortega vs. The Korean Zombie
UFC Fight Night: Ortega vs. The Korean Zombie (também conhecido como UFC Fight Night 180 e UFC on ESPN+ 38) foi um evento de MMA produzido pelo Ultimate Fighting Championship no dia 17 de outubro de 2020, no Flash Forum em Abu Dhabi.

## Background
Uma luta no peso pena entre Brian Ortega e Chan Sung Jung é esperada para servir como luta principal da noite.
Uma luta no peso mosca feminino entre Jéssica Andrade e Katlyn Chookagian é esperada para ocorrer neste evento.
Una luta no peso pesado entre Ciryl Gane e Shamil Abdurakhimov era esperada para ocorrer neste evento. Entretanto, Shamil teve que se retirar da luta devido a uma lesão.
Uma luta no peso pena entre Renato Moicano e Magomed Mustafaev foi marcada para este evento. Entretanto, Moicano teve que se retirar da luta por motivos pessoais.
Uma luta nos meio pesados entre Volkan Oezdemir e Nikita Krylov foi brevemente ligada à este evento. Entretanto, Oezdemir teve que se retirar da luta devido a uma lesão.

## Bônus da Noite
Os lutadores receberam US$50.000 de bônus:
- Luta da Noite:  Guram Kutateladze vs.  Mateusz Gamrot
- Performance da Noite:  Jéssica Andrade e  Jimmy Crute